# Satoru Iwata
Satoru Iwata —岩田 聡, Iwata Satoru— (6 de desembre de 1959 - 12 de juliol de 2015) fou el quart president de companyia de videojocs japonesa Nintendo. Va succeir Hiroshi Yamauchi l'any 2002. Al contrari que el seu predecessor, que governava la firma sol, Iwata va estar acompanyat per un consell executiu de sis membres.
Nascut el 1959, va desenvolupar a una edat primerenca un interès per la tecnologia. Després d'acabar els seus estudis universitaris, va aconseguir una feina a HAL Laboratories, una empresa subsidiària de Nintendo.
Dels tres presidents de les tres companyies que competeixen actualment al món del videojoc, Iwata és l'únic que ha participat en el procés del disseny i elaboració de jocs. Era un dels responsables de títols molt importants com ara Super Smash Bros o Super Mario World 2, entre molts d'altres.
Nintendo, el dia 12 de juliol de 2015, anuncià en un comunicat oficial que Satoru Iwata havia mort a l'edat de 55 anys a causa d'un càncer, causant una gran tragèdia als fans de l'empresa de videojocs.